# شهرداری وایک
شهرداری وایک (به ارمنی: Վայք) یک شهرداری در ارمنستان است که در استان وایوتس‌جور واقع شده‌است. شهرداری وایک ۱۸۴ کیلومتر مربع مساحت و ۷٬۰۶۴ نفر جمعیت دارد.